# Percefleur ardoisé
Diglossa plumbea
Espèce
Statut de conservation UICN

 LC  : Préoccupation mineure
Le Percefleur ardoisé (Diglossa plumbea) est une espèce de passereau appartenant à la famille des Thraupidae.

## Description
Cet oiseau mesure environ 10 cm de longueur. Il présente un dimorphisme sexuel : le mâle est gris et la femelle brune avec les parties inférieures légèrement rayées. Il possède un bec crochu tenu relevé.

## Répartition
Cet oiseau vit à travers la cordillère de Talamanca (Costa Rica et Panama).

## Habitat
Cet oiseau fréquente le paramo, les lisières et clairières buissonnantes en haute montagne.

## Comportement
Cette espèce vit en solitaire ou en couple.

## Alimentation
Cet oiseau consomme des insectes et du nectar. Pour prélever ce dernier, il utilise le crochet de la mandibule supérieure pour retenir la fleur tandis que la pointe fine de l'inférieure la perce pour permettre à la langue d'obtenir le nectar.